# Мартыновка (Черкасская область)
Марты́новка (укр. Мартинівка) — село в Каневском районе Черкасской области Украины.

## История
В 1909 году здесь был найден Мартыновский клад.
В июле 1995 года Кабинет министров Украины утвердил решение о приватизации находившегося здесь сахарного завода.
В июле 2000 года было возбуждено дело о банкротстве сахарного завода.
По переписи 2001 года население составляло 1324 человека.

## Местный совет
19041, Черкасская обл., Каневский р-н, с. Мартыновка